# 野々村俊恵
野々村 俊恵 （ののむら としえ、1964年3月16日 - ）は、日本のタレント。旧姓、坂上（さかうえ）。広島県三原市出身。血液型はO型。堀越高等学校卒業。

## 来歴・人物
緑ヶ丘女子商業高校（現・如水館高等学校）在学中から、広島市内の東京音楽学院広島校に通い、レッスンを受けながらスクールメイツとして活動。後に渡辺プロダクションのオーディションを受け合格。デビューのため休学し上京する（堀越学園堀越高等学校に編入）。
1982年7月21日、坂上とし恵の芸名（読みは旧姓の本名と同じ）で、ビクターからアイドル歌手としてデビュー。デビュー曲は「き・い・てMY LOVE」。「クイズ・ドレミファドン!」（フジテレビ）のアシスタントを務めたほか、「笑福亭鶴光のオールナイトニッポンサンデースペシャル」（ニッポン放送）では「がけっぷちトリオ」の一員として活躍した。
10年以上にわたって交際（同棲）した野々村真と1995年に結婚。翌年、本名の野々村俊恵で『はなまるマーケット』に金曜レギュラーとして出演、芸能界に復帰。夫婦共演でのテレビ出演も多い。1男1女（香音）の母。

## エピソード
『レッツゴーヤング』、サンデーズのオーディションの際、いったん不合格となるがスクールメイツで活動していたときの写真からピックアップされ逆転合格をする。
渡辺プロダクション在籍時代は、同事務所の当時の先輩小柳ルミ子に妹のようにかわいがられていた。
鬼嫁のはしりとされる存在。「気が強い」「恐妻」キャラクターで夫婦でテレビに出演している。

## 出演作品

### テレビバラエティ
- レッツゴーヤング（NHK総合、1981年 - 1982年・1983年）
- クイズ・ドレミファドン!（フジテレビ）アシスタント
- 三波伸介の凸凹大学校（テレビ東京) レギュラー
- 欽ドン!良い子・悪い子・普通の子（1984年、フジテレビ）普通の子・ふつえ
- はなまるマーケット（TBS）
- 新提案!宮島・広島 春の夫婦旅（2010年、テレビ東京） - 夫の野々村真と出演

### ドラマ
- 胸キュン探偵団（1983年8月4日から同年9月29日・TBS） - 主演・浅丘さやか
- うっかり婦人ちゃっかり婦人

### ラジオ
- るんるんナイト 松宮一彦ワオ!（1982年-1983年、TBSラジオ） - 金曜パートナー
- 歌謡曲こんにちは（1982年 - 1984年　中波地方局のみネット） - 魁三太郎のアシスタント
- とし恵の今夜もカクテルシャワー（中波地方局のみネット）
- お昼のハッピースタジオ（1984年、RFラジオ日本） - 月曜日アシスタント。メインは山崎イサオ
- 拓郎のフォーエバーヤング（エフエム東京）

### 映画
- 胸さわぎの放課後 - 主演・沢田知佳

### アニメーション
- 鉄拳チンミ（テレビ朝日、1988年） - ライチ[2]
- 昆虫物語 みなしごハッチ（日本テレビ、1990年） - リン
- シンデレラ・エクスプレス（OVA、1989年） - ちま
- 校内写生（OVA、1990年）

### CM
- グンゼ こどもグンゼ CMソング（1985年）
- 三井生命 大樹暖家族 - 夫の野々村真と（1996年）
- ライオン ソフト&ドライ - 夫の野々村真と
- ソフトバンクモバイル 白戸家シリーズ - 夫の野々村真、長女の香音と（2014年）
- 野村證券 - 夫の野々村真、長女の香音と（2014年）

## ディスコグラフィー

### シングル
|                                  | 発売日                           | タイトル                         |                                                                         | B面                              |                                                      | 規格                             | 規格品番                         |
| ビクター音楽産業 坂上とし恵 名義 | ビクター音楽産業 坂上とし恵 名義 | ビクター音楽産業 坂上とし恵 名義 | ビクター音楽産業 坂上とし恵 名義                                        | ビクター音楽産業 坂上とし恵 名義 | ビクター音楽産業 坂上とし恵 名義                     | ビクター音楽産業 坂上とし恵 名義 | ビクター音楽産業 坂上とし恵 名義 |
| -------------------------------- | -------------------------------- | -------------------------------- | ----------------------------------------------------------------------- | -------------------------------- | ---------------------------------------------------- | -------------------------------- | -------------------------------- |
| 1st                              | 1982年7月21日                    | き・い・てMY LOVE                | 作詞：三浦徳子 / 作曲：亀井登志夫 / 編曲：清水信之                      | ひとりで街をゆくときも           | 作詞：三浦徳子 / 作曲：奥慶一 / 編曲：清水信之       | EP                               | SV-7235                          |
| 2nd                              | 1982年11月5日                    | 黒い瞳                           | 作詞：三浦徳子 / 作曲：東郷昌和 / 編曲：奥慶一                          | ト・シ・エ                       | 作詞：三浦徳子 / 作曲：滝沢洋一 / 編曲：清水信之     | EP                               | SV-7262                          |
| 3rd                              | 1983年3月21日                    | ラスト・キッス                   | 作詞：かろい風太 / 作詞：森雪之丞 / 作曲：かろい風太 / 編曲：馬飼野康二 | 恋のディクショナリー             | 作詞：川原千暎子 / 作詞：亀井登志夫 / 編曲：鷺巣詩郎 | EP                               | SV-7296                          |
| 4th                              | 1983年9月21日                    | 電話はスバヤク                   | 作詞：Zecca / 作詞：中西保子 / 作曲：Zecca / 編曲：大谷和夫             | キッスのお時間                   | 作詞：有馬三恵子 / 作詞：奥慶一 / 編曲：奥慶一       | EP                               | SV-7333                          |

### 非売品シングル
|                          | 年                       | タイトル                       | 収録曲 | 規格                     | 規格品番                 |                          |
| 創映新社 坂上とし恵 名義 | 創映新社 坂上とし恵 名義 | 創映新社 坂上とし恵 名義       | 創映新社 坂上とし恵 名義                                                                                       | 創映新社 坂上とし恵 名義 | 創映新社 坂上とし恵 名義 | 創映新社 坂上とし恵 名義 |
| ------------------------ | ------------------------ | ------------------------------ | --- | ------------------------ | ------------------------ | ------------------------ |
| 1st                      | 1991年                   | 校内写生 KONAI SHASEI by U-JIN | 1. センセーに言ってやろう! 作詞・作曲・編曲：3年2組Project 2. 放課後のロマンス 作詞・作曲・編曲：3年2組Project | 8cmCD                    | ULS-01                   |                          |

### タイアップ一覧
| 曲名                    | タイアップ                          | 収録作品                                         |
| ----------------------- | ----------------------------------- | ------------------------------------------------ |
| 電話はスバヤク          | TBS系テレビ『胸キュン探偵団』挿入歌 | シングル「電話はスバヤク」                       |
| センセーに言ってやろう! | OVA『校内写生』主題歌               | 非売品シングル「校内写生 KONAI SHASEI by U-JIN」 |
| 放課後のロマンス        | OVA『校内写生2』主題歌              | 非売品シングル「校内写生 KONAI SHASEI by U-JIN」 |

## 著書
- 野々村俊恵著『媚びない女』スコラ、1996年6月。ISBN 4-7962-0396-6。タイトルのとおり、媚びずに生きる自分自身の考えを書いた本。文字数は少なめ

## 交友関係がある芸能人
がけっぷちトリオ（笑福亭鶴光が『オールナイトニッポン』で命名）
- 日髙のり子
- 浜田朱里